# Liga ACB 1989-90
La temporada 1989-90 de la Liga ACB  fue la séptima temporada celebrada de la Liga ACB. En ella participaron 24 equipos.
El sistema de campeonato era el mismo que en la temporada anterior. En la primera fase los equipos se distribuían sobre la base de su clasificación el año pasado: A-1 y A-2. En la segunda, los seis mejores del Grupo A-1 y dos mejores del A-2 van al Grupo I mientras que los cuatro peores de cada grupo van al Grupo III y los equipos del quinto al octavo al Grupo iI. A los playoff se clasifican los seis primeros del Grupo I, más el campeón del Grupo II y Grupo III.

## Equipos participantes
| Club                | Entrenador | Ciudad                     | Estadio                            | Capacidad | 1988-89 |
| ------------------- | ---------- | -------------------------- | ---------------------------------- | --------- | ------- |
| FC Barcelona        | -          | Barcelona                  | Palau Blaugrana                    | 5.500     | 1º      |
| Real Madrid         | -          | Madrid                     | Palacio de Deportes de Madrid      | 12.000    | 2º      |
| CAI Zaragoza        | -          | Zaragoza                   | Pabellón Municipal de Deportes     | 4.500     | 4º      |
| Ram Joventut        | -          | Badalona                   | Pabellón del Joventut              | 5.700     | 3º      |
| Estudiantes Bosé    | -          | Madrid                     | Palacio de Deportes de Madrid      | 12.000    | 10º     |
| CajaCanarias        | -          | La Laguna                  | Polideportivo Juan Ríos Tejera     | 3.500     | 19º     |
| Cacaolat Granollers | -          | Granollers                 | Municipal de Granollers            | 4.500     | 6º      |
| Taugrés Baskonia    | -          | Vitoria                    | Mendizorroza                       | 4.000     | 7º      |
| Fórum Filatélico    | -          | Valladolid                 | Polideportivo Pisuerga             | 7.000     | 17º     |
| Magia Huesca        | -          | Huesca                     | Municipal de Huesca                | 2.500     | 13º     |
| Puleva Granada      | -          | Granada                    | Pabellón José Antonio Murado       | 4.500     | 14º     |
| Cajabilbao          | -          | Bilbao                     | Municipal La Casilla               | 5.600     | 11º     |
| Bancobao Villalba   | -          | Collado Villalba           | Municipal de Collado Villalba      | 3.000     | 12º     |
| Caja de Ronda       | -          | Málaga                     | Polideportivo Ciudad Jardín        | 5.000     | 5º      |
| TDK Manresa         | -          | Manresa                    | El Congost                         | 2.500     | 20º     |
| Valvi Girona        | -          | Gerona                     | Pabellón Municipal Gerona-Fontajau | 5.500     | 23º     |
| Caja San Fernando   | -          | Sevilla                    | Palacio de los Deportes de Sevilla | 7.626     | 1ªB     |
| Caixa Ourense       | -          | Orense                     | Palacio de los Deportes Paco Paz   | 5.500     | 1ªB     |
| Tenerife N.º 1      | -          | Santa Cruz de Tenerife     | Palacio Deportes Santa Cruz        | 4.500     | 1ªB     |
| Clesa Ferrol        | -          | Ferrol                     | Pabellón Punta Arlena              | 4.500     | 22º     |
| DYC Breogán         | -          | Lugo                       | Pazo dos Deportes                  | 6.500     | 9º      |
| CB Gran Canaria     | -          | Las Palmas de Gran Canaria | Centro Insular de Deportes         | 5.200     | 18º     |
| Pamesa Valencia     | -          | Valencia                   | Pabellón Fuente de San Luis        | 9.000     | 16º     |
| Mayoral Maristas    | -          | Málaga                     | Polideportivo Ciudad Jardín        | 5.000     | 15º     |

## Liga regular

### Primera fase
| Equipo                  | J  | G  | P  | PF   | PC   |
| ----------------------- | -- | -- | -- | ---- | ---- |
| Ram Joventut            | 22 | 16 | 6  | 1908 | 1703 |
| Real Madrid             | 22 | 15 | 7  | 1957 | 1885 |
| FC Barcelona            | 22 | 14 | 8  | 2058 | 1883 |
| Estudiantes Caja Postal | 22 | 14 | 8  | 1826 | 1775 |
| Caja Ronda              | 22 | 14 | 8  | 1787 | 1737 |
| CAI Zaragoza            | 22 | 12 | 10 | 1870 | 1808 |
| Taugrés                 | 22 | 11 | 11 | 1921 | 1867 |
| Grupo IFA               | 22 | 11 | 11 | 1850 | 1865 |
| Valvi Girona            | 22 | 9  | 13 | 1805 | 1923 |
| Cajabilbao              | 22 | 7  | 15 | 1745 | 1880 |
| BBV Collado Villalba    | 22 | 7  | 15 | 1745 | 1857 |
| Clesa Ferrol            | 22 | 2  | 20 | 1626 | 1915 |

| Equipo                    | Par. | G  | P  | PF   | PC   |
| ------------------------- | ---- | -- | -- | ---- | ---- |
| Fórum Valladolid          | 22   | 20 | 2  | 1921 | 1727 |
| Mayoral Maristas          | 22   | 15 | 7  | 1818 | 1746 |
| Huesca Magia              | 22   | 14 | 8  | 1905 | 1795 |
| Pamesa Valencia           | 22   | 13 | 9  | 1886 | 1815 |
| Dyc Breogán               | 22   | 12 | 10 | 1764 | 1682 |
| Cajacanarias              | 22   | 11 | 11 | 1818 | 1825 |
| TDK Manresa               | 22   | 10 | 12 | 1818 | 1813 |
| Caixa Ourense             | 22   | 9  | 13 | 1689 | 1794 |
| Puleva Baloncesto Granada | 22   | 8  | 14 | 1620 | 1705 |
| Gran Canaria              | 22   | 8  | 14 | 1586 | 1695 |
| Caja San Fernando         | 22   | 6  | 16 | 1757 | 1914 |
| Tenerife N.º 1            | 22   | 6  | 16 | 1708 | 1805 |

J = Partidos Jugados; G = Partidos Ganados; P = Partidos perdidos; PF = Puntos a favor; PC = Puntos en contra

### Segunda fase
| Equipo                  | J  | G  | P  | PF   | PC   |
| ----------------------- | -- | -- | -- | ---- | ---- |
| FC Barcelona            | 14 | 13 | 1  | 1291 | 1111 |
| Real Madrid             | 14 | 9  | 5  | 1202 | 1152 |
| Ram Joventut            | 14 | 8  | 6  | 1188 | 1193 |
| Caja Ronda              | 14 | 7  | 7  | 1087 | 1110 |
| Estudiantes Caja Postal | 14 | 6  | 8  | 1125 | 1129 |
| Fórum Valladolid        | 14 | 6  | 8  | 1103 | 1154 |
| CAI Zaragoza            | 14 | 5  | 9  | 1145 | 1159 |
| Mayoral Maristas        | 14 | 2  | 12 | 1072 | 1205 |

| Equipo                    | J  | G  | P  | PF   | PC   |
| ------------------------- | -- | -- | -- | ---- | ---- |
| Grupo IFA                 | 14 | 10 | 4  | 1252 | 1156 |
| Huesca Magia              | 14 | 9  | 5  | 1212 | 1159 |
| Cajabilbao                | 14 | 9  | 5  | 1198 | 1192 |
| Caja San Fernando         | 14 | 8  | 6  | 1112 | 1134 |
| Dyc Breogán               | 14 | 7  | 7  | 1152 | 1147 |
| Clesa Ferrol              | 14 | 6  | 8  | 1167 | 1128 |
| Puleva Granada Baloncesto | 14 | 5  | 9  | 1129 | 1150 |
| TDK Manresa               | 14 | 2  | 12 | 1103 | 1259 |

#### Grupo III
| Equipo          | J  | G  | P  | PF   | PC   |
| --------------- | -- | -- | -- | ---- | ---- |
| Taugrés         | 14 | 12 | 2  | 1266 | 1077 |
| Pamesa Valencia | 14 | 11 | 3  | 1252 | 1145 |
| BBV Villalba    | 14 | 9  | 5  | 1223 | 1180 |
| Cajacanarias    | 14 | 6  | 8  | 1230 | 1228 |
| Valvi Girona    | 14 | 6  | 8  | 1166 | 1177 |
| Gran Canaria    | 14 | 5  | 9  | 1038 | 1127 |
| Tenerife N.º 1  | 14 | 4  | 10 | 1190 | 1314 |
| Caixa Ourense   | 14 | 3  | 11 | 1183 | 1301 |

### Playoffs

#### Playoffs por la permanencia
|  | 1ª ronda | 1ª ronda      | 1ª ronda | 1ª ronda       | 1ª ronda | 1ª ronda | 1ª ronda |             |    | 2ª ronda | 2ª ronda | 2ª ronda | 2ª ronda | 2ª ronda | 2ª ronda | 2ª ronda |  |
|  |          |               |          |                |          |          |          |             |    |          |          |          |          |          |          |          |  |
|  |          |               |          |                |          |          |          |             |    |          |          |          |          |          |          |          |  |
|  | 1        | Valvi Girona  | 86       | 67             | 86       |          |          |             |    |          |          |          |          |          |          |          |  |
|  | 1        | Valvi Girona  | 86       | 67             | 86       |          |          |             |    |          |          |          |          |          |          |          |  |
|  | 4        | TDK Manresa   | 85       | 61             | 77       |          |          |             |    |          |          |          |          |          |          |          |  |
|  | 4        | TDK Manresa   | 85       | 61             | 77       |          | 4        | TDK Manresa | 84 | 87       | 85       | 88       |          |          |          |          |  |
|  |          |               |          |                |          |          |          | TDK Manresa | 84 | 87       | 85       | 88       |          |          |          |          |  |
|  |          |               | 3        | Tenerife N.º 1 | 83       | 91       | 83       | 83          |    |          |          |          |          |          |          |          |  |
|  | 2        | Clesa Ferrol  | 3        | Tenerife N.º 1 | 83       | 91       | 83       | 83          | 84 | 81       | 86       | 73       | 88       |          |          |          |  |
|  | 2        | Clesa Ferrol  |          |                |          |          |          |             | 84 | 81       | 86       | 73       | 88       |          |          |          |  |
|  | 3        | Tenerife Nº 1 | 71       | 88             | 80       | 76       | 76       |             |    |          |          |          |          |          |          |          |  |
|  | 3        | Tenerife Nº 1 | 71       | 88             | 80       | 76       | 76       |             |    |          |          |          |          |          |          |          |  |
|  |          |               |          |                |          |          |          |             |    |          |          |          |          |          |          |          |  |

|  | 1ª ronda | 1ª ronda       | 1ª ronda | 1ª ronda     | 1ª ronda | 1ª ronda | 1ª ronda |    |               | 2ª ronda | 2ª ronda | 2ª ronda | 2ª ronda | 2ª ronda | 2ª ronda | 2ª ronda |  |
|  |          |                |          |              |          |          |          |    |               |          |          |          |          |          |          |          |  |
|  |          |                |          |              |          |          |          |    |               |          |          |          |          |          |          |          |  |
|  | 1        | Dyc Breogán    | 79       | 98           | 76       | 79       |          |    |               |          |          |          |          |          |          |          |  |
|  | 1        | Dyc Breogán    | 79       | 98           | 76       | 79       |          |    |               |          |          |          |          |          |          |          |  |
|  | 4        | Caixa Ourense  | 83       | 80           | 66       | 70       |          |    |               |          |          |          |          |          |          |          |  |
|  | 4        | Caixa Ourense  | 83       | 80           | 66       | 70       |          | 4  | Caixa Ourense | 62       | 76       | 54       | 76       |          |          |          |  |
|  |          |                |          |              |          |          |          | 4  | Caixa Ourense | 62       | 76       | 54       | 76       |          |          |          |  |
|  |          |                | 2        | Gran Canaria | 61       | 63       | 56       | 67 |               |          |          |          |          |          |          |          |  |
|  | 2        | Gran Canaria   | 2        | Gran Canaria | 61       | 63       | 56       | 67 | 72            | 83       | 73       | 67       |          |          |          |          |  |
|  | 2        | Gran Canaria   |          |              |          |          |          |    | 72            | 83       | 73       | 67       |          |          |          |          |  |
|  | 3        | Puleva Granada | 86       | 71           | 82       | 83       |          |    |               |          |          |          |          |          |          |          |  |
|  | 3        | Puleva Granada | 86       | 71           | 82       | 83       |          |    |               |          |          |          |          |          |          |          |  |
|  |          |                |          |              |          |          |          |    |               |          |          |          |          |          |          |          |  |

Tenerife N.º 1 y Gran Canaria descendieron a 1ªB

#### Playoffs por la clasificación
(I-1) CAI Zaragoza vs. (III-3) Cajacanarias

CAI Zaragoza gana las series 3-0 y se clasifica para jugar en la A-1 la próxima temporada
- Partido 1 4 de mayo de 1990 @ Zaragoza: CAI Zaragoza 129 - Cajacanarias 82
- Partido 2 6 de mayo de 1990 @ Zaragoza: CAI Zaragoza 98 - Cajacanarias 82
- Partido 3 11 de mayo de 1990 @ La Laguna: Cajacanarias 83 - CAI Zaragoza 111

(I-2) Mayoral Maristas vs. (II-3) Caja San Fernando

 Caja San Fernando gana las series 3-1 y se clasifica para jugar en la A-1 la próxima temporada
- Partido 1 4 de mayo de 1990 @ Málaga: Mayoral Maristas 78 - Caja San Fernando 75
- Partido 2 6 de mayo de 1990 @ Málaga: Mayoral Maristas 67 - Caja San Fernando 76
- Partido 3 10 de mayo de 1990 @ Sevilla: Caja San Fernando 85 - Mayoral Maristas 78
- Partido 4 12 de mayo de 1990 @ Sevilla: Caja San Fernando 90 - Mayoral Maristas 86

(III-1) Pamesa Valencia vs. (II-2) Cajabilbao

Pamesa Valencia gana las series 3-0 y se clasifica para jugar en la A-1 la próxima temporada
- Partido 1 3 de mayo de 1990 @ Valencia: Pamesa Valencia 91 - Cajabilbao 90
- Partido 2 5 de mayo de 1990 @ Valencia: Pamesa Valencia 85 - Cajabilbao 83
- Partido 3 10 de mayo de 1990 @ Bilbao: Cajabilbao 86 - Pamesa Valencia 88

(II-1) Huesca Magia vs. (III-2) BBV Villalba

 BBV Villalba gana las series 3-1 y se clasifica para jugar en la A-1 la próxima temporada
- Partido 1 3 de mayo de 1990 @ Huesca: Huesca Magia 83 - BBV Villalba 86
- Partido 2 5 de mayo de 1990 @ Huesca: Huesca Magia 83 - BBV Villalba 87
- Partido 3 10 de mayo de 1990 @ Collado Villalba: BBV Villalba 89 - Huesca Magia 92
- Partido 4 12 de mayo de 1990 @ Collado Villalba: BBV Villalba 78 - Huesca Magia 71

#### Playoff por el título
|  | Cuartos de final | Cuartos de final        | Cuartos de final | Cuartos de final        | Cuartos de final | Cuartos de final | Cuartos de final |     |     | Semifinales | Semifinales | Semifinales | Semifinales | Semifinales | Semifinales | Semifinales  |     |    | Final | Final | Final | Final | Final | Final | Final |  |
|  |                  |                         |                  |                         |                  |                  |                  |     |     |             |             |             |             |             |             |              |     |    |       |       |       |       |       |       |       |  |
|  |                  |                         |                  |                         |                  |                  |                  |     |     |             |             |             |             |             |             |              |     |    |       |       |       |       |       |       |       |  |
|  | 1                | FC Barcelona            | 101              | 88                      |                  |                  |                  |     |     |             |             |             |             |             |             |              |     |    |       |       |       |       |       |       |       |  |
|  | 1                | FC Barcelona            | 101              | 88                      |                  |                  |                  |     |     |             |             |             |             |             |             |              |     |    |       |       |       |       |       |       |       |  |
|  | 8                | Grupo IFA               | 64               | 85                      |                  |                  |                  |     |     |             |             |             |             |             |             |              |     |    |       |       |       |       |       |       |       |  |
|  | 8                | Grupo IFA               | 64               | 85                      |                  | 1                | FC Barcelona     | 119 | 103 | 106         |             |             |             |             |             |              |     |    |       |       |       |       |       |       |       |  |
|  |                  |                         |                  |                         |                  |                  |                  | 119 | 103 | 106         |             |             |             |             |             |              |     |    |       |       |       |       |       |       |       |  |
|  |                  |                         | 5                | Estudiantes Caja Postal | 94               | 71               | 89               |     |     |             |             |             |             |             |             |              |     |    |       |       |       |       |       |       |       |  |
|  | 4                | Caja Ronda              | 5                | Estudiantes Caja Postal | 94               | 71               | 89               | 81  | 66  |             |             |             |             |             |             |              |     |    |       |       |       |       |       |       |       |  |
|  | 4                | Caja Ronda              |                  |                         |                  |                  |                  |     |     |             |             |             |             |             |             |              |     |    |       |       |       |       |       |       |       |  |
|  | 5                | Estudiantes Caja Postal | 84               | 77                      |                  |                  |                  |     |     |             |             |             |             |             |             |              |     |    |       |       |       |       |       |       |       |  |
|  | 5                | Estudiantes Caja Postal | 84               | 77                      |                  |                  |                  |     |     |             |             |             |             |             | 1           | FC Barcelona | 102 | 94 | 107   |       |       |       |       |       |       |  |
|  |                  |                         |                  |                         |                  |                  |                  |     |     |             |             |             |             |             |             |              | 102 | 94 | 107   |       |       |       |       |       |       |  |
|  |                  |                         | 3                | Ram Joventut            | 91               | 92               | 87               |     |     |             |             |             |             |             |             |              |     |    |       |       |       |       |       |       |       |  |
|  | 3                | Ram Joventut            | 3                | Ram Joventut            | 91               | 92               | 87               | 81  | 83  |             |             |             |             |             |             |              |     |    |       |       |       |       |       |       |       |  |
|  | 3                | Ram Joventut            |                  |                         |                  |                  |                  |     |     |             |             |             |             |             |             |              |     |    |       |       |       |       |       |       |       |  |
|  | 6                | Fórum Valladolid        | 69               | 67                      |                  |                  |                  |     |     |             |             |             |             |             |             |              |     |    |       |       |       |       |       |       |       |  |
|  | 6                | Fórum Valladolid        | 69               | 67                      |                  | 3                | Ram Joventut     | 93  | 86  | 77          |             |             |             |             |             |              |     |    |       |       |       |       |       |       |       |  |
|  |                  |                         |                  |                         |                  |                  |                  | 93  | 86  | 77          |             |             |             |             |             |              |     |    |       |       |       |       |       |       |       |  |
|  |                  |                         | 2                | Real Madrid             | 80               | 69               | 72               |     |     |             |             |             |             |             |             |              |     |    |       |       |       |       |       |       |       |  |
|  | 2                | Real Madrid             | 2                | Real Madrid             | 80               | 69               | 72               | 96  | 100 |             |             |             |             |             |             |              |     |    |       |       |       |       |       |       |       |  |
|  | 2                | Real Madrid             |                  |                         |                  |                  |                  |     |     |             |             |             |             |             |             |              |     |    |       |       |       |       |       |       |       |  |
|  | 7                | Taugrés                 | 85               | 93                      |                  |                  |                  |     |     |             |             |             |             |             |             |              |     |    |       |       |       |       |       |       |       |  |
|  | 7                | Taugrés                 | 85               | 93                      |                  |                  |                  |     |     |             |             |             |             |             |             |              |     |    |       |       |       |       |       |       |       |  |
|  |                  |                         |                  |                         |                  |                  |                  |     |     |             |             |             |             |             |             |              |     |    |       |       |       |       |       |       |       |  |

| Liga ACB 1989-90 ACB          |
| ----------------------------- |
| FC Barcelona 7º título 4º ACB |